# Kamperfehn
 (août 2023).
Kamperfehn est un quartier de la commune de Friesoythe, dans le Land de Basse-Saxe. Sa population est de 566 habitants en 2024.

## Géographie
Kamperfehn se situe sur l'Elisabethfehnkanal, l'un des rares canaux de la colonisation des marais encore navigable, et de part et d'autre de la K 145, qui mène vers l'est à la Bundesstraße 401. L'Elisabethfehnkanal finit dans le Küstenkanal.

## Histoire
Le village est une ancienne colonie marécageuse, de sorte que la disposition originale typique des maisons le long des deux canaux créés à cette époque est encore clairement reconnaissable aujourd'hui. L'Alte Friesoyther Kanal n'existe plus depuis près de 50 ans, car sa fonction initiale de voie de transport de la tourbe extraite du marais est devenue superflue avec la fin de la coupe de la tourbe à Kamperfehn et dans les marais environnants.
Jusque dans les années 1960, il y avait une école primaire à Kamperfehn, qui ferma en raison d'un manque d'élèves.

## Personnalités
- Franz-Josef Holzenkamp (né en 1960), homme politique.
- Gerhard de Haan (né en 1951), pédagogue.